# Esperiopsis plumosa
Esperiopsis plumosa är en svampdjursart som beskrevs av Tanita 1965. Esperiopsis plumosa ingår i släktet Esperiopsis och familjen Esperiopsidae.
Artens utbredningsområde är havet kring Japan. Inga underarter finns listade i Catalogue of Life.